# 报神星
小行星239（239 Adrastea）是太阳系的小行星之一，位于小行星带。该小行星由約翰·帕利薩于1884年8月18日在奥地利维也纳发现。
該小行星以希腊神话中的女神阿德剌斯特亞命名.